# Felix Butschek
Felix Butschek (* 16. März 1932 in Brünn, Tschechoslowakei) ist ein österreichischer Wirtschaftsforscher und Wirtschaftshistoriker.

## Leben
Butschek wuchs in einer deutschsprachigen Familie in Brünn auf und studierte an der Universität Graz Rechtswissenschaften. 1954 promovierte er zum Dr. jur. und war von 1955 bis 1962 im Bundesministerium für Soziales und als Sekretär von Bundespräsident Adolf Schärf tätig.
Von 1962 bis 1987 wirkte Butschek am Österreichischen Institut für Wirtschaftsforschung, zunächst als Arbeitsmarktexperte, dann aber auch im wirtschaftshistorischen Bereich und ab 1981 als stellvertretender Leiter des Instituts.
Mit der 1978 erschienenen Studie „Die österreichische Wirtschaft 1938 bis 1945“ habilitierte sich Butschek an der Universität Wien. 1985 erschien sein Buch „Die österreichische Wirtschaft im 20. Jahrhundert“.
Butschek befasste sich besonders mit moderner Institutionenökonomie und er nahm als „rechter Sozialdemokrat“ immer wieder kritisch gegen die „Neue Linke“ Stellung, etwa in seinem Buch: „Die Abschaffung der Wirtschaft, oder der Aufstand des Irrationalismus“ (Wien, Europa-Verlag, 1975).
Aktiv trotz Pensionierung publizierte Butschek 2002 „Europa und die industrielle Revolution“ (Böhlau Verlag, 2004), „Industrialisierung: Ursachen, Verlauf, Konsequenzen“ (ein UTB-Taschenbuch) und im gleichen Jahr „Vom Staatsvertrag zur EU“ (Böhlau-Verlag, 2004).
2011 erschien als Ergebnis seiner lebenslangen Beschäftigung mit der Materie die „Wirtschaftsgeschichte Österreichs. Von der Antike bis zur Gegenwart“ (Böhlau Verlag Wien, Köln, Weimar).